# Союз писателей Беларуси
Союз писателей Беларуси (бел. Саюз пісьменнікаў Беларусі) — общественная творческая организация белорусских писателей, поэтов, драматургов, критиков и других деятелей литературы, образованная в 2005 году выходцами из Союза белорусских писателей при поддержке белорусских властей. Штаб-квартира организации расположена в Доме литератора.
Первый председатель Союза — прозаик Николай Чергинец (в марте 2022 г. его сменил краевед Алесь Карлюкевич, а Н. Чергинец стал почетным председателем). Первый заместитель председателя — Елена Стельмах, поэт, детский писатель, публицист.
Входит в Международное сообщество писательских союзов (МСПС). По состоянию на 2016 год насчитывал 606 членов, позже их число превысило 700.

## История создания
С 1934 года существовал Союз писателей БССР, в 1991 году преобразованный в Союз белорусских писателей. В 2005 году Николай Чергинец заявил о создании нового, альтернативного писательского союза. Он был образован на учредительном собрании 18 ноября 2005 года, после того как ряд членов Союза белорусских писателей (около 10 %) покинули организацию.
Как отмечали СМИ, разделение произошло вследствие попытки властей разрушить независимый Союз белорусских писателей, который белорусские власти не смогли себе подчинить. Вышедшие назвали причиной выхода политизацию писательского союза, его борьбу с властью. Эта борьба, по мнению недовольных, сопровождалась спекуляцией на культуре, проблеме белорусского языка, отсутствием демократических принципов.
Поскольку использование названия страны в названиях политических партий и общественных организаций в Беларуси запрещено, 7 сентября 2006 года Лукашенко издал указ, разрешающий Союзу писателей использовать слово «Беларусь» в своём названии. Этим же постановлением провластный союз был освобождён от уплаты подоходного налога и налога на добавленную стоимость, а независимый Союз белорусских писателей лишён этого права.
Союз белорусских писателей был вынужден покинуть Дом литератора. Литературные издания «Полымя», «Нёман», «Маладосць», еженедельник «Літаратура і мастацтва», учреждённые Союзом белорусских писателей, были переданы Союзу писателей Беларуси.
22—23 декабря 2006 года в Белгосфилармонии состоялся I съезд общественного объединения «Союз писателей Беларуси», на котором была организационно оформлена его деятельность. На съезде присутствовал 341 человек.
При СПБ созданы творческие клубы, секции при библиотеках, школах, вузах, литературная студия.

## Секретари СПБ в начале 2010-х годов
- Геннадий Пашков — первый секретарь
- Анатолий Аврутин
- Раиса Боровикова
- Александр Мартинович
- Микола Метлицкий
- Георгий Марчук
- Михась Поздняков
- Сергей Трахимёнок[8]

## Творческие секции
- прозы (председатель Егор Конев)
- поэзии (Владимир Каризна)
- детской литературы (Валентин Лукша)
- публицистики (Василь Ширко)
- сатиры и юмора (Микола Шабович; умер в ноябре 2021 г.)
- критики и литературоведения (Александр Мартинович)
- драматургии (Анатолий Делендик)
- перевода и славянских литератур (Иван Чарота)
- краеведения (Алесь Карлюкевич)
- приключений и фантастики (Владимир Куличенко)

## Съезды
| Съезд     | Дата                    | Место            | Количество членов | Содержание |
| --------- | ----------------------- | ---------------- | ----------------- | --- |
| I (XII)   | 22-23 декабря 2006 года | Белгосфилармония | 341               | Проведение довыборов Правления и Ревизионной комиссии, принятие обращения Съезда к творческой интеллигенции страны, заключение соглашения о сотрудничестве между ОО «СПБ» и Союзом писателей Болгарии и Союзом арабских писателей Сирии. |
| II (XIII) | 17-18 октября 2011 года | Белгосфилармония | 500               | Подведение итогов пятилетней работы, оценка деятельности Президиума и председателя Николая Чергинца. |
| III (XIV) | 29 ноября 2016 года     | Белгосфилармония | 367               | Подведение итогов работы за 5 лет, обсуждение дальнейших планов. |

## Печатные органы
- Еженедельная газета «Літаратура і мастацтва»
- Журнал «Полымя»
- Журнал «Маладосць»
- Журнал «Нёман»

## Критика
Тираж газеты «Літаратура і мастацтва» с момента перехода в новый союз и до 2020 года уменьшился почти в десять раз.
Около 70 % членов Союза писателей Беларуси — русскоязычные, причём некоторые из них негативно относятся к белорусскоязычной литературе, отдавая предпочтение русскоязычной. Николай Чергинец, возглавляющий СПБ, принципиально не говорит по-белорусски.
Ряд известных белорусских писателей вышли из Союза писателей Беларуси. Среди них прозаики Андрей Федоренко, Алесь Наварич, Валерий Гапеев, Анатолий Козлов, Леонид Леванович, поэтесса Раиса Боровикова и детская писательница Елена Масло. Большинство из них работали в государственных литературных изданиях и издательствах, и участие в СПБ было для них условием сохранения работы. Уволившись из государственных изданий и холдингов, они покинули СПБ; многие из них назвали дальнейшее членство в союзе, руководимым Чергинцом, несовместимым с их моральными принципами.
Политолог из Минска Вольф Рубинчик критиковал СПБ за тенденциозно проведенное исследование востребованности книг в белорусских библиотеках (2019—2021 гг.), а также за манипулирование нумерацией съездов (съезд 22 марта 2022 г. был назван 25-м, несмотря на то что предыдущий, в 2016 г., считался 3-м). Непоследовательность в нумерации связывается с тем, что осенью 2021 г. был формально ликвидирован Союз белорусских писателей, и в СПБ решили подобрать то, что «плохо лежало» — почти 90-летнюю историю писательской организации. По мнению В. Рубинчика, поведение устроителей съезда в марте 2022 г. можно расценивать как мародерство.